# Bahamakleiber
Der Bahamakleiber (Sitta insularis) ist eine extrem seltene oder bereits ausgestorbene Kleiberart, die endemisch auf Grand Bahama, einer der Bahamas-Inseln, ist oder war. Früher wurde er häufig als Unterart des Braunkopfkleibers (Sitta pusilla) betrachtet.

## Merkmale
Mit einer Körperlänge von 10,5 cm und einem Gewicht von 9,8 bis 10,1 g ist der Bahamakleiber ein kleiner Vertreter der Gattung. Die Krone ist braun. Die Oberseite ist bläulich-grau. Am Nacken befindet sich ein weißer Flecken. Die Unterseite ist stumpf-weißlich mit einem gelbbraunen Anflug. Die Altvögel ähneln der Nominatform des Braunkopfkleibers, sie haben jedoch einen längeren, dünneren Schnabel, einen dunkelbraunen Augenstreifen und erheblich kürzere Flügel.

## Stimme
Der Ruf besteht aus kurzen, hohen, schwalbenähnlichen Trillern.

## Lebensraum
Der Bahamakleiber bewohnt ausgewachsene karibische Kiefernwälder (Pinus caribaea). Er bevorzugt reine Kiefernbestände gegenüber anderen bewaldeten Lebensräumen.

## Nahrungsverhalten
Der Bahamakleiber ernährt sich in erster Linie von Insekten und anderen Wirbellosen, indem er an Kiefernstämmen auf und ab klettert. Er geht einzeln oder in kleinen Gruppen auf Nahrungssuche. Eine von John Thompson Emlen in den späten 1960er Jahren durchgeführte Studie ergab folgende Verteilung in den Baumebenen: 36 % der Vögel hielten sich im oberen Stammbereich auf, 17 % im unteren, 21 % auf den oberen innenliegenden Ästen, 14 % auf den unteren innenliegenden Ästen, 9 % auf den oberen außenliegenden Ästen, 1 % auf den unteren außenliegenden Ästen sowie 1 % in der unteren Strauchebene. Die Verteilung auf Kiefern betrug 76 % auf Rinde, 13 % auf Zweigen, 8 % an Zapfen und 3 % an Nadeln.

## Fortpflanzungsverhalten
Über das Fortpflanzungsverhalten liegen nur wenige Daten vor. Ein Nest wurde im April gefunden. Die Jungvögel wurden im Januar, Februar und Juni gesammelt. Altvögel bei der Fütterung der Jungen wurden im April und Juni beobachtet.

## Status
Der Bahamakleiber wird von der IUCN in die Kategorie „vom Aussterben bedroht“ (critically endangered) gelistet. Er war ziemlich häufig in den späten 1960er und 1970er Jahren, aber die Anzahl der Individuen ging zwischen 1969 und 1993 um mehr als 95 % zurück. In den Jahren 1968 bis 1969 wurde die Populationsdichte mittels Transekte auf 8 bis 48 Vögel/km² geschätzt; bis 2004 ergab eine vergleichbare Methodik 0 bis 26 Vögel/km², was die Annahme eines Populationsabsturzes untermauert. Die Wiedergabe der Stimmenaufzeichnungen ergab eine mittlere Dichte von 8 bis 56 Vögel/km² und bis zu 12 Vögel/km² in einem Habitat auf den Lucayan Estates. Auf der Grundlage dieser Zahlen wurde die Population im Jahr 2004 optimistisch auf 1800 Individuen (oder 1200 Altvögel) geschätzt. Im Jahr 2007 wurden nur zwei Individuen in einem Lebensraum mit Kiefernwaldbestand entdeckt. 14 weitere Adulte und sieben Jungvögel wurden nach intensiver Suche in Verbindung mit der Wiedergabe von Vokalisationen geortet. Es wird vermutet, dass Hurrikan Irma im September 2017 die inzwischen sehr kleine Population weiter in Mitleidenschaft gezogen hat. Die Hauptbedrohung ist die Zerstörung des Lebensraums durch die Abholzung von karibischem Kiefernholz und für die Landnutzung, wobei anthropogene und natürliche Brände sowie Schäden durch Hurrikane zum Verlust des Lebensraums beitragen. Mehrere invasive Arten, wie z. B. Kornnattern (Pantherophis guttatus), verwilderte Hauskatzen (Felis catus) und Waschbären (Procyon lotor) können Altvögeln und Jungvögeln nachstellen sowie Nester plündern, während Haussperlinge (Passer domesticus) und Stare (Sturnus vulgaris) Nahrungskonkurrenten sein können. 2018 wurde nur ein Exemplar entdeckt. 2019 führte Hurrikan Dorian zu verheerenden Verwüstungen auf Grand Bahama, wovon auch der verbliebene Lebensraum des Bahamakleibers betroffen war. Während einer Suche im Spätsommer 2019 konnte der Bahamakleiber nicht wiederentdeckt werden, so dass bereits das Aussterben dieser Unterart befürchtet wird.

## Bahamakleiber auf Briefmarken
2006 gab der Bahama National Trust in Zusammenarbeit mit BirdLife International einen Briefmarkensatz heraus, auf dem der Bahamakleiber abgebildet ist.